# Circuito Hamiltoniano
Circuito Hamiltoniano em Teoria dos Grafos é um caminho em um grafo não dirigido que visita cada vértice apenas uma única vez. Um ciclo Hamiltoniano (ou circuito) visita cada vértice do grafo uma única vez, terminando no vértice de início. Determinar se existem tais caminhos (ou ciclos) em grafos é um problema NP-Completo.